# 1986 FIFAワールドカップ・予選
1986 FIFAワールドカップの予選には、121チームが参加を表明し、うち110チームが参加した。
参加国数は24で、うち開催国のメキシコと前回優勝国のイタリアは予選を免除された。残る22枠が予選により競われた。
予選の組み合わせ抽選は、1983年12月7日にスイス・チューリッヒで行われた。

## 出場枠
|               | アフリカ (CAF) | 欧州 (UEFA) | 南米 (CONMEBOL) | 北中米カリブ海 (CONCACAF) | アジア (AFC) | オセアニア (OFC) | 合計 |
| 本大会 出場枠 | 2              | 13.5        | 4               | 2                         | 2            | 0.5              | 24   |

※「欧州」は前回優勝国（イタリア）を、「北中米カリブ海」は開催国（メキシコ）を含んだ数

## 地区予選
ヨーロッパ予選 - 出場枠：12.5＋前回優勝国
グループ1：ポーランドが予選通過
グループ2：西ドイツ・ポルトガルが予選通過
グループ3：イングランド・北アイルランドが予選通過
グループ4：フランス・ブルガリアが予選通過
グループ5：ハンガリーが予選通過
グループ6：デンマーク・ソビエト連邦が予選通過
グループ7：スペインが予選通過 / 大陸間プレーオフ進出：スコットランド
UEFAプレーオフ：ベルギーが予選通過
南米予選 - 出場枠：4
グループ1：アルゼンチンが予選通過
グループ2：ウルグアイが予選通過
グループ3：ブラジルが予選通過
CONMEBOLプレーオフ：パラグアイが予選通過
北中米カリブ海予選 - 出場枠：1＋開催国
カナダが予選通過
アフリカ予選 - 出場枠：2
アルジェリア・モロッコが予選通過
アジア予選 - 出場枠：2
イラク・韓国が予選通過
オセアニア予選 - 出場枠：0.5
大陸間プレーオフ進出：オーストラリア

## 大陸間プレーオフ
| 1985年11月20日 |

| スコットランド | 2 - 0 | オーストラリア |
|                |       |                |

| グラスゴー |

| 1985年12月4日 |

| オーストラリア | 0 - 0 | スコットランド |
|                |       |                |

| メルボルン |

スコットランドが本大会出場権を獲得した。